# WTA-toernooi van Antwerpen
Het WTA-toernooi van Antwerpen was een jaarlijks terugkerend tennistoernooi voor vrouwen dat werd georganiseerd in de Belgische stad Antwerpen. Het toernooi werd sinds 2002 georganiseerd door Bob Verbeeck en was tot en met 2008 opgenomen in de WTA-tour. De laatste editie van deze reeks viel in de categorie "Tier II". De officiële naam van het toernooi was Proximus Diamond Games.
Tot en met 2001 werd buiten op gravel gespeeld (in de reeks van het Belgian Open), van 2002 tot en met 2006 binnen op tapijt, en in 2007 en 2008 binnen op hardcourt. Wie er in het Sportpaleis in slaagde driemaal dit toernooi te winnen binnen de vijf jaar, nam de trofee mee naar huis: een gouden racket versierd met diamanten, ter waarde van een miljoen euro. Alleen Amélie Mauresmo slaagde hierin, in 2007.
Justine Henin won het toernooi in 2008 en bereikte de finale in 2002. Eerder won ook haar landgenote Kim Clijsters het enkelspeltoernooi in 2004 en stond ze in de finale in 2003, 2006 en 2007. Zij won ook het dubbelspeltoernooi, eerst in 2000 (samen met landgenote Sabine Appelmans) en nogmaals in 2003 (met de Japanse Ai Sugiyama).
In het dubbelspel won de Belgische Els Callens samen met haar Zimbabwaanse partner Cara Black in 2004 en 2005. De Nederlandse Michaëlla Krajicek bereikte de finale in 2006, met Stéphanie Foretz aan haar zijde.
In 2007 werd duidelijk dat het toernooi na de editie 2008 niet op de WTA-kalender zou staan en dat de toekomst van het toernooi onzeker was.
Sinds december 2009 werd onder de naam Thomas Cook Diamond Games een beperkt invitatietoernooi ingericht door toernooidirecteur Bob Verbeeck. Het invitatietoernooi veranderde jaarlijks van naam en/of sponsor:
- 2009: Thomas Cook Diamond Games
- 2010: GDF Suez Diamond Games
- 2011: BNP Paribas Fortis Diamond Games
- 2012: Kim's Thank You Games
- 2013: Kim Clijsters Invitational

De tijd van handeling was steeds in december.
In oktober 2014 maakte de WTA bekend dat de Diamond Games op 9 februari 2015 werden hervat, onder leiding van Kim Clijsters als toernooidirecteur. Ook in de hervatting vindt het toernooi plaats in het Sportpaleis (Antwerpen). Het toernooi valt in de categorie "Premier". In 2016 vindt geen nieuwe editie plaats, vanwege de slechte datum op de internationale tenniskalender. Kim Clijsters kondigde wel aan een "Kim Clijsters Trophy" te zullen organiseren in augustus 2016.

## Officiële namen
- 1999: Flanders Women's Open
- 2000: Mexx Sport Benelux Open
- 2001: TennisCup Vlaanderen
- 2002–2008: Proximus Diamond Games
- 2015: BNP Paribas Fortis Diamond Games

## Meervoudig winnaressen enkelspel
| Speelster       | Aantal titels | In de jaren |
| --------------- | ------------- | ----------- |
| Amélie Mauresmo | 3             | 2005–2007   |
| Justine Henin   | 2             | 1999, 2008  |
| Venus Williams  | 2             | 2002, 2003  |

## Finales

### Enkelspel
| Datum      | Naam                             | Cat.          | ($)           | Ondergrond        | Winnares        | Verliezend finaliste    | Uitslag       |               |
| ---------- | -------------------------------- | ------------- | ------------- | ----------------- | --------------- | ----------------------- | ------------- | ------------- |
| 1999-05-10 | Flanders Women's Open            | Tier IVb      | 112.500       | gravel, buiten    | Justine Henin   | Sarah Pitkowski         | 6-1, 6-2      | details       |
| 2000-05-15 | Mexx Sport Benelux Open          | Tier IVa      | 140.000       | gravel, buiten    | Amanda Coetzer  | Cristina Torrens Valero | 4-6, 6-2, 6-3 | details       |
| 2001-05-13 | TennisCup Vlaanderen             | Tier V        | 110.000       | gravel, buiten    | Barbara Rittner | Klára Koukalová         | 6-3, 6-2      | details       |
| 2002-02-11 | Proximus Diamond Games           | Tier II       | 585.000       | tapijt, binnen    | Venus Williams  | Justine Henin           | 6-3, 5-7, 6-3 | details       |
| 2003-02-10 | Proximus Diamond Games           | Tier II       | 585.000       | tapijt, binnen    | Venus Williams  | Kim Clijsters           | 6-2, 6-4      | details       |
| 2004-02-16 | Proximus Diamond Games           | Tier II       | 585.000       | tapijt, binnen    | Kim Clijsters   | Silvia Farina-Elia      | 6-3, 6-0      | details       |
| 2005-02-14 | Proximus Diamond Games           | Tier II       | 585.000       | tapijt, binnen    | Amélie Mauresmo | Venus Williams          | 4-6, 7-5, 6-4 | details       |
| 2006-02-13 | Proximus Diamond Games           | Tier II       | 600.000       | tapijt, binnen    | Amélie Mauresmo | Kim Clijsters           | 3-6, 6-3, 6-3 | details       |
| 2007-02-12 | Proximus Diamond Games           | Tier II       | 600.000       | hardcourt, binnen | Amélie Mauresmo | Kim Clijsters           | 6-4, 7-6      | details       |
| 2008-02-11 | Proximus Diamond Games           | Tier II       | 600.000       | hardcourt, binnen | Justine Henin   | Karin Knapp             | 6-3, 6-3      | details       |
| 2009–2014  | geen toernooi                    | geen toernooi | geen toernooi | geen toernooi     | geen toernooi   | geen toernooi           | geen toernooi | geen toernooi |
| 2015-02-09 | BNP Paribas Fortis Diamond Games | Premier       | 731.000       | hardcourt, binnen | Andrea Petković | Carla Suárez Navarro    | walk-over     | details       |

### Dubbelspel
| Datum      | Naam                             | Cat.          | ($)           | Ondergrond        | Winnaressen                                    | Verliezend finalistes                 | Uitslag          |               |
| ---------- | -------------------------------- | ------------- | ------------- | ----------------- | ---------------------------------------------- | ------------------------------------- | ---------------- | ------------- |
| 1999-05-10 | Flanders Women's Open            | Tier IVb      | 112.500       | gravel, buiten    | Laura Golarsa Katarina Srebotnik               | Louise Pleming Meghann Shaughnessy    | 6-4, 6-2         | details       |
| 2000-05-15 | Mexx Sport Benelux Open          | Tier IVa      | 140.000       | gravel, buiten    | Sabine Appelmans Kim Clijsters                 | Jennifer Hopkins Petra Rampre         | 6-1, 6-1         | details       |
| 2001-05-13 | TennisCup Vlaanderen             | Tier V        | 110.000       | gravel, buiten    | Els Callens Virginia Ruano Pascual             | Kristie Boogert Miriam Oremans        | 6-3, 3-6, 6-4    | details       |
| 2002-02-11 | Proximus Diamond Games           | Tier II       | 585.000       | tapijt, binnen    | Magdalena Maleeva Patty Schnyder               | Nathalie Dechy Meilen Tu              | 6-3, 6-7, 6-3    | details       |
| 2003-02-10 | Proximus Diamond Games           | Tier II       | 585.000       | tapijt, binnen    | Kim Clijsters Ai Sugiyama                      | Nathalie Dechy Émilie Loit            | 6-2, 6-0         | details       |
| 2004-02-16 | Proximus Diamond Games           | Tier II       | 585.000       | tapijt, binnen    | Cara Black Els Callens                         | Myriam Casanova Eléni Daniilídou      | 6-2, 6-1         | details       |
| 2005-02-14 | Proximus Diamond Games           | Tier II       | 585.000       | tapijt, binnen    | Cara Black Els Callens                         | Anabel Medina Dinara Safina           | 3-6, 6-4, 6-4    | details       |
| 2006-02-13 | Diamond Proximus Games           | Tier II       | 600.000       | tapijt, binnen    | Dinara Safina Katarina Srebotnik               | Stéphanie Foretz Michaëlla Krajicek   | 6-1, 6-1         | details       |
| 2007-02-12 | Proximus Diamond Games           | Tier II       | 600.000       | hardcourt, binnen | Cara Black Liezel Huber                        | Jelena Lichovtseva Jelena Vesnina     | 7-5, 4-6, 6-1    | details       |
| 2008-02-11 | Proximus Diamond Games           | Tier II       | 600.000       | hardcourt, binnen | Cara Black Liezel Huber                        | Květa Peschke Ai Sugiyama             | 6-1, 6-3         | details       |
| 2009–2014  | geen toernooi                    | geen toernooi | geen toernooi | geen toernooi     | geen toernooi                                  | geen toernooi                         | geen toernooi    | geen toernooi |
| 2015-02-09 | BNP Paribas Fortis Diamond Games | Premier       | 731.000       | hardcourt, binnen | Anabel Medina Garrigues Arantxa Parra Santonja | An-Sophie Mestach Alison Van Uytvanck | 6-4, 3-6, [10-5] | details       |

## Diamanten racket
- In 2007 won Amélie Mauresmo het racket ter waarde van één miljoen euro nadat zij het toernooi gedurende drie opeenvolgende jaren had gewonnen.
- Venus Williams kwam ook ooit dicht bij het winnen van de trofee. Zij won het toernooi in 2002 en 2003. In 2005 verloor ze echter de finale van Amélie Mauresmo. In 2006 gaf ze forfait waarmee haar kansen om de trofee te winnen verkeken waren.
- Ook bij de herleving in 2015 wordt een dergelijk racket in het vooruitzicht gesteld, met 4,5 kg goud en 2008 diamanten – waarde 1,5 miljoen dollar.[8] Wie het toernooi tweemaal in drie jaar tijd weet te winnen, krijgt het racket mee naar huis.